# Sergej Trifunović
Pour les articles homonymes, voir Trifunović.
Sergej Trifunović (en cyrillique : Сергеј Трифуновић ; en français : Sergueï Trifounovitch) est un acteur et homme politique serbe né le 2 septembre 1972 à Mostar (Yougoslavie).

## Biographie
Acteur serbe originaire de Bosnie-Herzégovine, Sergej Trifunović s'engage dès son adolescence sur la même voie que son père Tomislav Trifunović et son frère Branislav Trifunović, qui sont également acteurs de cinéma. Il joue ses premiers rôles au début des années 1990 et sa carrière s'accélère à partir de 2000 : il participe à plusieurs films à succès et obtient plusieurs premiers rôles. Sa participation à des films à succès comme Crni Gruja (2003), Quand je serai grand je deviendrai kangourou (2004), Karaula (2006) l'ont fait connaître à l'étranger où il a joué dans plusieurs films à partir de 1999.

Il est depuis 2017 l'un des fondateurs et le président du Mouvement des Citoyens Libres, fondé par Saša Janković. Ce dernier fut candidat à l'élection présidentielle serbe de 2017. En sa qualité d'opposant au SNS, il participe en décembre 2018 en tant que leader aux manifestations de rue contre le gouvernement d'Aleksandar Vučić, qui rassemble tous les partis d'opposition en Serbie de l'extrême gauche à l'extrême droite. Il déclara d'ailleurs que peu lui importait qui les manifestants idolâtraient comme personnalité politique, que cela soit Jozip Broz Tito ou Dimitrije Lotic, ce dernier étant un collaborateur important lors de l'Occupation de la Yougoslavie par les troupes allemandes durant la Seconde Guerre Mondiale. Ceci lui attira les foudres de la communauté juive de Serbie considérant que la participation de néo-nazis aux manifestations était honteuse et cette comparaison insultante. À la suite de ces propos, Trifunović publia une lettre d'excuse revenant sur ses propos . 

## Filmographie

### Cinéma

#### Longs métrages
- 1995 : L'Amérique des autres : Lukas
- 1995 : Ubistvo s predumisljajem : Krsman Jaksic
- 1998 : Baril de poudre : The Young Man Chewing Gum Who Takes the Bus Présentateurage
- 1998 : Savior : Goran
- 1998 : Strsljen : Miljaim
- 1999 : Lovers - Dogme France #1 : Dragan
- 2001 : Munje! : Pop
- 2001 : Taxis pour cible : Rasha
- 2003 : Profesionalac : Tihi ludak
- 2004 : Kad porastem bicu Kengur : Braca
- 2005 : Love : Vanya Nevakovich
- 2005 : Pogled sa Ajfelovog tornja
- 2006 : Aporia : Producent - Dr. Zoran
- 2006 : Karaula : Ljuba Paunovic
- 2006 : Sve dzaba : Skladistar
- 2006 : Uslovna sloboda : Vozac
- 2007 : Next : Mr. White
- 2008 : Turneja : Vodja 'Pantera'
- 2008 : War, Inc. : Ooq-Mi-Fay Taqnufmini
- 2009 : Cekaj me, ja sigurno necu doci : Profesor fizickog
- 2009 : Serbian Scars : Beni
- 2010 : A Serbian Film : Vukmir Vukmir
- 2010 : Montevideo, Bog te video! : Nacelnik Komatina
- 2010 : Neke druge price : Djordje (segment "Srpska prica")
- 2010 : Seule contre tous : Ivan
- 2012 : L'Ombre du mal : Salty Sailor
- 2013 : Falsifikator : Enes
- 2013 : Mamaros : Policajac
- 2013 : Obrana i zastita : Whiskey Smuggler
- 2014 : Jednaki
- 2014 : Mali Budo : Miso
- 2014 : Refroidis : Nebosja Mihajlovic
- 2015 : Bourek : Mirko
- 2015 : Nous serons champions du monde : Ranko Zeravica
- 2016 : Ime: Dobrica, prezime: nepoznato : Mirko
- 2016 : Jesen samuraja : Stanoje
- 2016 : On the Milky Road
- 2017 : A Balkan Noir
- 2017 : Kozje usi : Inkasant Elektroprivrede
- 2018 : Ajvar
- 2018 : Apsurdni eksperiment
- 2018 : Volja sinovljeva

#### Courts métrages
- 2007 : In the Name of the Son
- 2009 : Viko
- 2012 : Elsker deg også
- 2012 : The Touch
- 2012 : Zalet
- 2013 : Dub Play
- 2013 : Ostvari svoj san

### Télévision

#### Séries télévisées
- 2003 : Crni Gruja : Crni Gruja / Srboljub Krstic
- 2003 : Lisice : Nebojsa Djuricko
- 2006 : Sleeper Cell
- 2007 : Bitange i princeze : Menadzer Kocka
- 2009 : Na terapiji : Boris
- 2009-2010 : Ono kao ljubav : Dzoni
- 2011 : Studio 45 : Lui-même
- 2011 : Turneja : Vodja 'Pantera'
- 2012 : Montevideo, Bog te video! : Nacelnik Komatina
- 2012 : Siti i Vitki : Lui-même - Présentateur
- 2012 : Srbi u Holivudu : Lui-même
- 2015 : Crno-bijeli svijet : Porucnik Kardum
- 2016 : Prvaci sveta : Ranko Zeravica
- 2017 : Ubice mog oca : Tehnicar Ranko

#### Téléfilms
- 1993 : Raj : Toma Hadzic
- 1998 : Ljubinko i Desanka : Ljubinko
- 2001 : Film o filmu 'Munje!' : Lui-même / Pop
- 2001 : Treci kanal od sunca
- 2002 : Ko ceka doceka
- 2007 : Maska : Branko Radicevic